# Quinemurus metamerus
Quinemurus metamerus är en insektsart som beskrevs av Krivokhatsky 1992. Quinemurus metamerus ingår i släktet Quinemurus och familjen myrlejonsländor. Inga underarter finns listade i Catalogue of Life.